# David Day
David „Daisy” Day (ur. 1951, zm. 1 maja 2015) – australijski prezenter radiowy.
W wieku 16 lat został dyskdżokejem w Moree. Współtworzył SA Music Hall of Fame na Goodwood Institute w Adelajdzie. W 1973 przeniósł się do Adelajdy i rozpoczął pracę w radiu 5MMM. Od 1995 pracował w Triple M LocalWorks.
W 2013 wydał autobiografię „Rock Jock”.